# Nederlands Instituut voor Beeld en Geluid

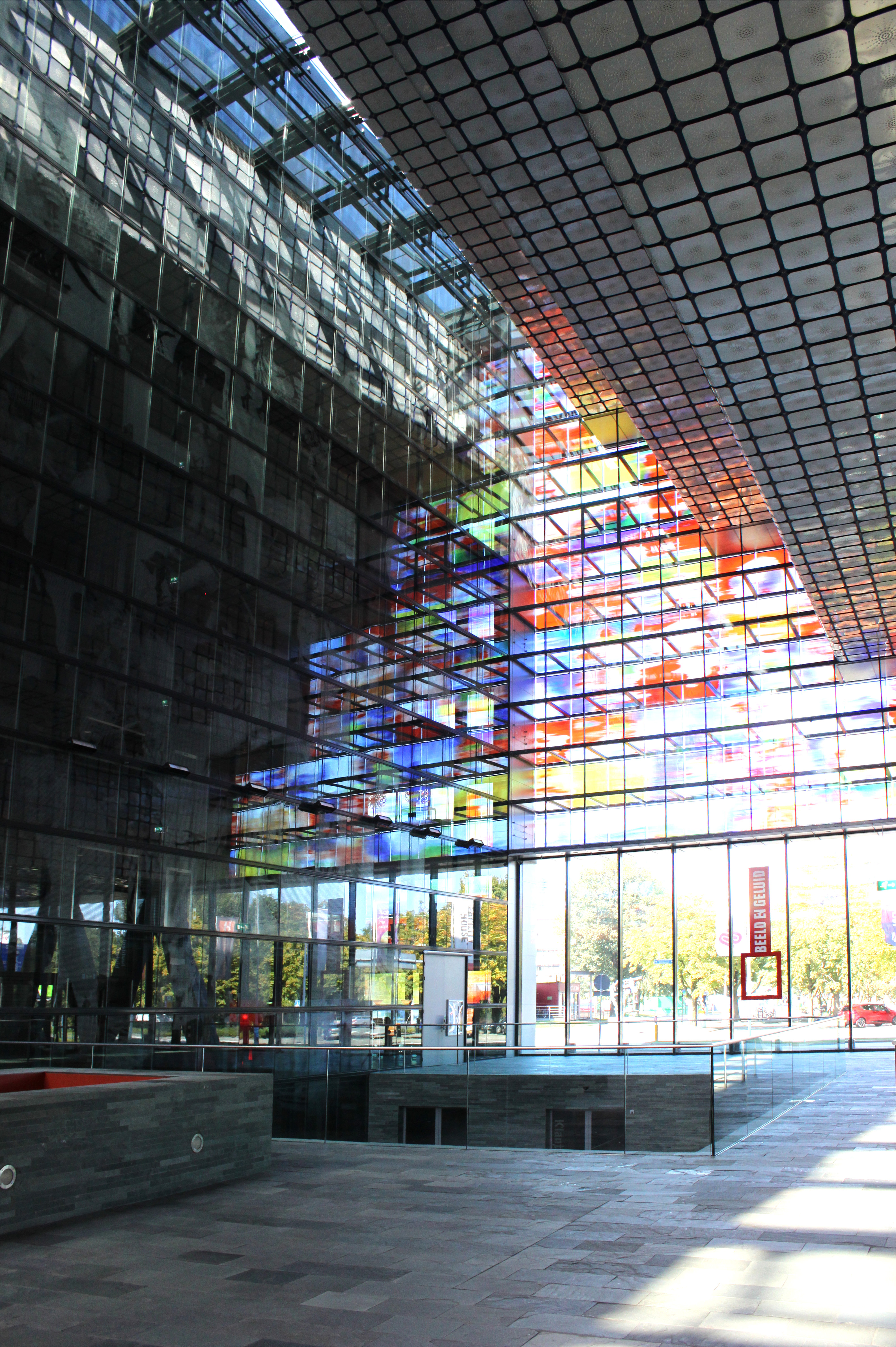
Zicht vanaf het centrale plein op de hal richting het noorden

Het Nederlands Instituut voor Beeld en Geluid (afgekort Beeld & Geluid) is een audiovisueel archief met museale functies gevestigd in de Noord-Hollandse plaats Hilversum.
Als cultuurhistorisch instituut draagt het zorg voor de verzameling, opslag, conservering, documentatie, presentatie, levering, bestudering en interpretatie van Nederlands audiovisueel erfgoed. In totaal beheert het (volgens eigen opgave in 2008) ruim 1 miljoen uur aan audiovisueel materiaal, waaronder radio- en televisieprogramma's, onderwijs- en wetenschapsfilms, overheids- en opdrachtfilms, documentaires en webvideo's alsook muziek.

## Geschiedenis
Op 25 juni 1997 fuseerden het bedrijfsarchief van de Publieke Omroep, het Filmarchief van de Rijksvoorlichtingsdienst, de Stichting Film en Wetenschap en het Nederlands Omroepmuseum tot het Nederlands Audiovisueel Archief (NAA). In 2002 veranderde het NAA zijn naam in Nederlands Instituut voor Beeld & Geluid.

### Bedrijfsarchief van de Publieke Omroep
Na proefnemingen, waarbij een pianola voortdurend de 'Marche Militaire' van Schubert speelde, ving het aan op 21 juli 1923. Dat is de datum waarop de radio in Hilversum begon. De dag, of liever de avond, van de oerknal, waaruit het ingewikkelde radio- en televisieuniversum in ons land is ontstaan.

De historische groei van omroepen in Nederland dateert van omstreeks 1920. Hoewel al vele jaren daarvoor gebruik werd gemaakt van vonkzenders voor de telegrafie was het de radiopionier Hanso Schotanus à Steringa Idzerda die op 6 november 1919 voor het eerst zijn zelf geconstrueerde radiotelefoniezender voor omroepdoeleinden gebruikte. Ondertussen was in 1918 in Hilversum de Nederlandsche Seintoestellen Fabriek (NSF) opgericht. Deze fabriek richtte zich in eerste instantie op de productie van zend- en ontvanginstallaties voor schepen en vliegtuigen. Als gevolg van veranderende marktomstandigheden werd eind 1922 begonnen met de productie van radiotoestellen. In het kader van de vergroting van de afzet van deze producten bouwde de NSF in de eerste helft van 1923 een experimentele elektronische radiozender en richtte zij tevens een radiostudio in op het fabrieksterrein aan de Jan van der Heydenstraat. Vervolgens hield de NSF op 21 juli 1923 een proefuitzending die de eerste Nederlandse radio-uitzending verzorgd door een radio-omroep in Hilversum werd. Drijvende kracht achter deze nieuwe ontwikkeling was Willem Vogt, chef van de afdeling Verkoop van de NSF, en programmamaker en omroeper van het eerste uur.
Onderdeel van de op 10 februari 1947 opgerichte Nederlandsche Radio Unie (NRU) werd een fonotheek. De Fonotheek ging het Historisch Archief (voor hergebruik geselecteerde geluidsopnamen van de tot dan toe opgerichte radio-omroepen), het Geluidenarchief van de Hoorspelkern en de reeds bestaande Centrale Discotheek (met aangekochte handelsplaten) bevatten. De Centrale Discotheek was begin jaren veertig door de Rijksradio-omroep De Nederlandsche Omroep ingesteld. De Rijksradio-omroep was in 1941 ontstaan als gevolg van de gelijkschakeling en concentratie van de radio-omroepen door de Duitse bezetter. In eerste instantie huisvestten twee villa's aan de Heuvellaan (28 en 32) in Hilversum de NRU. Door aanhoudende groei van de collectie verhuisde de Fonotheek eind 1965 naar een nieuw gebouw op het Omroepkwartier in Hilversum, samen met de Muziekbibliotheek van de NRU (nu: Muziekbibliotheek van de Omroep). Het nieuwe gebouw was ontworpen door architect Piet Elling en heette eerst Muziekpaviljoen, later Audiocentrum. Tot 2006 waren de fonotheek en de muziekbibliotheek in dit gebouw gevestigd.
Op 2 oktober 1951 vond de eerste officiële Nederlandse televisie-uitzending verzorgd door de Nederlandse Televisie Stichting (NTS) plaats. In 1958 begon de NTS met het Centrale Filmarchief. Journaalfilms en televisiemateriaal van alle omroepen werden vanaf die tijd voor hergebruik centraal bewaard. Het archief was onderdeel van de al bestaande afdeling Filmzaken, die de acquisitie van (speel)films en zogeheten filminlassen (voor uitzending opgenomen stukjes film, die tijdens een televisie-uitzending gebruikt werden) verzorgde. Met het samengaan van de NRU en de NTS ging deze afdeling onder de Nederlandse Omroep Stichting (NOS) vallen en veranderde door de opkomst van de video in de jaren 80 van naam in Film- en Beeldbandarchief (FBA). Tussen 1983 en 2006 was het archief in het Videocentrum op het Media Park gehuisvest.
In 1990 werd het Film- en Beeldbandarchief samen met de Fonotheek ondergebracht in de Stichting Audiovisueel Archief Centrum (AVAC). Het AVAC groeide, in de jaren 90 onder het Nederlands Omroepproduktie Bedrijf (NOB), uit tot het bedrijfsarchief van de Publieke Omroep.
In 1996 bestond de collectie van het AVAC uit de door de Publieke Omroep op de zenders Nederland 1, 2 en 3 en Radio 1, 2, 3, 4 en 5 uitgezonden Nederlandse audiovisuele producties, muziekopnamen van de zendgemachtigden (MOZ, veelal unieke liveopnamen van klassieke, jazz- en popmuziek), het bedrijfsarchief van Polygoon-Profilti (in 1984 door de NOS aangekocht van uitgeverij Strengholt, die in 1980 Polygoon-Profilti had overgenomen), handelsplaten, hoorspelen en geluidseffecten.

### Filmarchief van de Rijksvoorlichtingsdienst
In september 1919 publiceerde het Algemeen Handelsblad een ingezonden brief van de heer D.S. van Zuiden, historicus uit 's Gravenhage, waarin deze zich afvroeg

(..) of het niet wenschelijk is, de film van heden te bewaren voor het nageslacht, dat daaruit leering en wetenschap kan putten. Het lijkt alleszins gewenscht de aandacht van de Regeering op dat toekomstbelang te vestigen en ertoe over te gaan een centraal filmarchief te stichten. (..) Zoo zijn er talrijke films die, om een goeden kijk te hebben op de dingen van thans, later van veel nut zullen zijn voor de kennis der vaderlandsche geschiedenis, kunsten, wetenschappen en stadsontwikkeling.

Reeds op 8 november 1919 (zoals vermeld in de Nederlandsche Staatscourant dd. 15 december 1919) werd door een aantal 'Haagse heren', onder wie Algemene Rijksarchivaris prof. mr. Robert Fruin, gemeentearchivaris van 's Gravenhage dr. Hendrik van Gelder alsmede Van Zuiden, de Vereeniging Nederlandsch Centraal Filmarchief (NCF) opgericht. Het NCF ging onder meer de door de Haghe Filmfabriek en de Orion Filmfabriek (beide opgericht in Den Haag in resp. 1917 en 1922) geproduceerde films in bewaring nemen. Tevens produceerde de vereniging zelf films, kocht door anderen geproduceerde films aan en kreeg films ten geschenke van verscheidene particulieren (personen en organisaties). Na onder meer problemen over het verplicht afstaan van negatieven door Nederlandse filmproducenten en -distributeurs aan het NCF werd dit archief in 1933 opgeheven. De verzamelde films zijn op 10 september 1933 overgenomen door het Rijks Historisch Filmarchief, waarvan de Algemene Rijksarchivaris conservator was. Vervolgens werden de films vanaf 1947 bij het Rijks Filmarchief (zie onderstaand) ondergebracht en laatst merendeels bij de Stichting Nederlands Filmmuseum (NFM) (sinds januari 2010 EYE Film Instituut Nederland geheten) in Amsterdam.
In 1947 richtte de RVD-Den Haag een filmarchief in dat eerst Rijks Filmarchief heette. Dit na het in bewaring gekregen te hebben van filmmateriaal dat tijdens de Tweede Wereldoorlog in opdracht van de Regeringsvoorlichtingsdienst van de Nederlandse regering in ballingschap in Londen was vervaardigd: Nadat de regering naar Londen was uitgeweken werd de gehele Nederlandse voorlichting in eerste instantie verzorgd vanuit de Afdeling Perszaken van de Nederlandse Legatie in de Britse hoofdstad. Na de eerste chaotische periode in Londen groeiden de persactiviteiten van de Legatie uit tot de instelling van de Regeringsvoorlichtingsdienst, ook wel RVD-Londen genoemd. Naast de afdeling Perszaken waren er een radioluisterdienst, afdeling Lezingen, documentatieafdeling, bibliotheek, correspondentiearchief, fotoarchief en, wat hier relevant is, een afdeling Film onder leiding van majoor Brand Dirk Ochse. Ochse was commercieel directeur bij Filmfabriek Polygoon geweest tot 1939.
De afdeling Film van de RVD-Londen, ingesteld per 1 september 1943, had een filmopname-unit onder leiding van John Fernhout, waarbij twee filmoperateurs waren gedetacheerd: Frits Wassenburg en Piet Out (beide cameraman en afkomstig van Filmfabriek Polygoon). De filmtechnische apparatuur was deels eigendom van de RVD-Londen, deels bruikleen van de British Broadcasting Corporation (BBC), terwijl ook montageruimten gehuurd waren in Wardour Street, centrumlocatie voor de Britse filmindustrie. Naast de Filmafdeling van de RVD-Londen opereerde ook nog een filmopname-unit van de Marine Voorlichtingsdienst, waarbij de filmoperateurs Hans Barnstijn (tevens plaatsvervangend hoofd) en Robert Kiek (eigenlijk journalist) gedetacheerd waren. In zijn laatste rapport over de afdeling Film (opgeheven op 15 september 1945) meldde Ochse dat zijn filmopname-unit 90.000 feet belicht negatief over de bevrijding van Nederland heeft opgenomen en naar Londen verzonden, waar het filmmateriaal ontwikkeld werd. Naast dit materiaal werd ook nog aan de 'filmotheek' van de RVD-Londen toegevoegd 35.000 feet over de bevrijding van Nederland opgenomen door de U.S. Army Pictorial Services (opgericht in 1942, op bevel van generaal George Marshall) en 2.500 feet over diverse marineonderwerpen. Dit filmmateriaal werd in duplicaat aangeboden aan de British Army Film Unit, de United States Office of War Information, de National Film Board of Canada en France Libre Actualités. In samenwerking met het Britse Ministry of Information liet de RVD-Londen uit alle opnamen de films The Last Shot en Broken Dykes maken. British Paramount News, producent van Britse bioscoopjournaals, maakte de film Vrij en Onverveerd (opgeleverd 27 juli 1945), waarin naast filmmateriaal van andere herkomst eveneens opnamen van de filmopname-unit van de RVD verwerkt werden. Het filmmateriaal over de bevrijding van Nederland vormde een deel van het filmbezit van de RVD-Londen. Andere films, over de algemene oorlogsvoering werden (via een tijdelijke filmkeuringscommissie) voor vertoning in bioscopen naar Nederland gezonden.
Inmiddels hadden in Nederlandse regeringskringen in Londen de plannen omtrent de naoorlogse overheidsvoorlichting in en over Nederland vastere vorm aangenomen. Op 27 juli 1945 ontving Piet Wansink van de voorzitter van de Raad van Ministers (die tevens belast was met de Algemene Oorlogsvoering van het Koninkrijk) de opdracht om zich als directeur van de Regeringsvoorlichtingsdient in Londen te belasten met het opbouwen van de RVD-Den Haag aan de Wassenaarseweg 40. Vrijwel al het originele filmmateriaal (35mm zwart/wit op basis van nitraat) dat in opdracht van de Nederlandse regering in ballingschap in Londen gedurende de oorlog was geproduceerd werd begin 1946 in ongeordende staat en in kisten van verschillende omvang naar dit adres verzonden. In de achtertuin zou een compacte opslagruimte voor het nieuwe Rijks Filmarchief worden neergezet (1947). In 1950 beschikte de RVD over een elektrisch op de juiste temperatuur en luchtvochtigheid gehouden archief. Dit werd echter spoedig te klein door toestroom van filmmateriaal uit Overzeese gebiedsdelen en uit 'vijandelijk vermogen': Naast de gedachten omtrent overheidsvoorlichting in het naoorlogse Nederland had de regering in Londen ook een aantal besluiten genomen ten aanzien van vijandelijke vermogens. Hieronder vielen de bezittingen van vijandelijke staten/onderdanen en bovendien de vermogens/bezittingen van 'zekere landverraderlijke personen'. Deze (im-)materiële goederen, in dit geval Duitse en Japanse propagandafilms, werden ingevolge het Besluit van 20 oktober 1944 (houdende vaststelling van het Besluit Vijandelijk Vermogen) onder toezicht gesteld van het Nederlandsche Beheersinstituut en ondergebracht bij het Rijks Filmarchief. In het archief werd ook filmmateriaal opgeslagen voortkomende uit verdere opdrachten van het Rijk en van het voormalig Nederlandsch Centraal Filmarchief.
Vanaf 1955 werd voor de opslag en het beheer van de brandgevaarlijke nitraatfilms een onderdeel van de voormalige Atlantikwall betrokken, een bunker van de Duitse Wehrmacht in de duinen van Scheveningen. Dit was een bijzondere bunker daar deze vooral diende als ontspanningsruimte voor de in Den Haag verblijvende Duitse regeringsfunctionarissen. Een gedeelte van de ruimte was als Bierkeller ingericht. Met de tijd en door een toenemend aanbod van film op basis van acetaat alsook videomateriaal breidde de opslag zich uit tot andere gebouwen in Den Haag. Hoofdlocatie werd een pand van de RVD aan de Anna Paulownastraat 76. In 1980 werd de bunker bij Scheveningen gemoderniseerd. In 1983 veranderde het Rijks Filmarchief, na de samenvoeging van het Filmarchief en het Fotoarchief van de RVD, van naam in RVD Film- en Fotoarchief. Het Fotoarchief bevatte onder andere collecties van Anefo, de Nederlandse Heidemaatschappij en fotograaf Willem van de Poll. Tussen 1990 en 2006 fungeerde het Rijksbedrijvencentrum (RBC) in Den Haag, zijde Visseringlaan (3), als centrale locatie voor de opslag van zwart/wit- en kleurenacetaatfilms en videomateriaal. In 1993 werd om beheerstechnische redenen het Fotoarchief weer van het Filmarchief gescheiden en eind 1996 grotendeels door het Nationaal Archief overgenomen. Van 1993 tot 2002 huisvestte een pand aan het Noordeinde (64) de publieksdienst van het RVD Filmarchief (samen met de Postbus 51-winkel van de RVD).
In 1996 bestond de collectie van het RVD Filmarchief uit audiovisuele producties gemaakt in opdracht van de Rijksoverheid (met name op het gebied van propaganda en voorlichting), die bezit waren van de Staat der Nederlanden (zoals geconfisqueerd vijandelijk en landsverraderlijk bezit of producties van rechtsvoorgangers van de Rijksoverheid in Nederlands-Indië, Suriname en de Nederlandse Antillen), die door particulieren geschonken waren en die beheerd werden namens het Koninklijk Huis, de Rijksarchiefdienst en anderen.

### Stichting Film en Wetenschap
Tot de jaren 40 van de 20ste eeuw was filologie de enige tak van wetenschap waar enigszins structureel van audiovisuele apparatuur ten behoeve van wetenschappelijk onderzoek gebruik werd gemaakt. In 1932 werd op initiatief van arts-foneticus dr. Louise Kaiser van de Universiteit van Amsterdam het Laboratorium voor Experimentele Fonetiek ingericht, met speciale ruimten voor het opnemen van gesproken woord, het snijden van grammofoonplaten en dergelijke. Samen met Piet Meertens en Jacques van Ginneken was Kaiser de drijvende kracht achter de Dialectencommissie van de Koninklijke Nederlandse Akademie van Wetenschappen (KNAW), opgericht in 1926, tot leven gekomen in 1930 en bij de buitenwereld bekend geworden dankzij de romancyclus Het Bureau van J.J. Voskuil. Op het moment dat de collectie geluidsopnamen van het fonetisch laboratorium begon te groeien werd naar een idee van Van Ginneken en de Amsterdamse historicus Nico Posthumus, stichter van onder meer het Internationaal Instituut voor Sociale Geschiedenis (IISG), op 20 juni 1938 de Stichting van het Archief voor Culturele Vormen van Menschelijke Motoriek i.o. opgericht, in 1939 voortgezet als het Algemeen Nederlandsch Archief voor Taal en andere Uitingsbewegingen. Men was er in eerste instantie niet zo zeer op uit bestaand wetenschappelijk audiovisueel materiaal te verzamelen en voor onderzoek alsook onderwijs toegankelijk te maken, maar relevant materiaal dat in het bezit was van de radio-omroepen in Hilversum. Er bestond echter bij de omroepen (nog) weinig tot geen belangstelling voor het archiveren van omroepmateriaal. Eind 1951 ging het archief op initiatief van Kaiser verder onder de naam Stichting voor de Documentatie in Beeld en Klank van de Uitingsvormen van het Nederlandsch Volksleven, afgekort Beeld- en Klankarchief.
In 1943 besloot hoogleraar hygiëne Henri Willem Julius van de Medische Faculteit van de Rijksuniversiteit Utrecht (RUU) om met een eenvoudige filmcamera, wat stukjes film en een dosis geduld de handeling 'enten in de bacteriologie' vast te leggen op film. Toen na de Tweede Wereldoorlog de colleges weer begonnen bleek dat de studenten na het zien van de film bij het practicum precies wisten wat er van hen werd verwacht. Julius vond dat het niet bij dit ene initiatief moest blijven en richtte daarom begin 1950 met steun van het Ministerie van Onderwijs, Kunsten en Wetenschappen (OK&W) het Nederlands Universitair Instituut voor de Produktie van Wetenschappelijke Films op, later beter bekend geworden als Universitair Film Instituut of nog korter UNFI. Van de circa 60 films die in de eerste vijf jaar van het bestaan werden gerealiseerd had de meerderheid een medisch onderwerp. De filmdienst was aanvankelijk gesitueerd in een kamer van het Hygiënisch Laboratorium van de RUU aan de Catharijnesingel (59), hoek Sterrenbos, in Utrecht. Doelstelling van UNFI was te worden tot een landelijk en centraal instituut voor audiovisuele middelen voor wetenschappelijk onderzoek en onderwijs.
Op 19 juli 1955 richtten zes universiteiten, vier hogescholen en het Ministerie van OK&W, het Ministerie van Algemene Zaken en het Ministerie van Financiën de Stichting Film en Wetenschap (SFW) op. Henri Willem Julius werd voorzitter, Paul Janssen, Willem de Vogel en Jan Varossieau werden directeur. De SFW zou de wensen van het hoger onderwijs ten aanzien van de productie van wetenschappelijk audiovisueel materiaal gaan coördineren, de filmproductie van UNFI bevorderen en de distributie van die producties ter hand nemen. De scheidslijn tussen de twee was dat de artistieke zijde van de film in ambtelijke sfeer gehouden werd door UNFI. Als producent was deze daarmee onafhankelijker ten opzichte van de opdrachtgever zodat concessies geminimaliseerd werden. Anderzijds was het zakelijke gedeelte in handen van de SFW, als exploitant werd deze verantwoordelijk voor de acquisitie, catalogisering, auteursrechten, presentatie, verhuur en verkoop voor zo groot mogelijke groepen van door UNFI geproduceerde films en (later) eigen audiovisuele producties. De filmproductie werd voortgezet onder de naam SFW-UNFI.
In 1961 werd door de Utrechtse historicus prof. dr. Coenraad Brandt het Geluidsarchief van het Instituut voor Geschiedenis der RUU, kortweg Geluidsarchief, opgericht. Het ging als een archief voor geluidsdragers functioneren. Naast het toegankelijk maken van radio-opnamen uit de zogeheten schaduwcollectie van de Nederlandse Radio Unie lag de nadruk op het opnemen en archiveren van interviews met belangrijke personen uit de politiek en de wetenschap in het kader van oral history. Begin jaren 60 overtuigde verder de Amsterdamse hoogleraar nieuwste geschiedenis Frits de Jong Edz. Louise Kaiser, Piet Meertens en anderen ervan, dat het eerder genoemde Beeld en Klankarchief moest afstappen van de sociaalpsychologische benadering van het verschijnsel film, in de jaren 50 geïntroduceerd door hoogleraar psychologie Frederik Buytendijk, om in plaats daarvan het historische aspect van film centraal te stellen oftewel om film als een historisch document te zien en tevens als een historische bron te gebruiken. Onder weer een nieuwe naam, Stichting Beeld en Klankdocumentatie, begon er vanaf 1966 gewerkt te worden aan het toegankelijk maken van films die lagen opgeslagen in de filmkluizen van het Nederlands Filmmuseum in Castricum en Overveen.
De interesse van historici voor audiovisueel materiaal beperkte zich niet alleen tot het documenteren van wat er was bewaard, maar ging ook uit naar het zoeken van mogelijkheden om het op een verantwoorde manier in het onderwijs in te zetten. Drs. Rolf Schuursma, drijvende kracht achter het Geluidsarchief van de RUU, begon begin jaren 60 met het samenstellen van grammofoonplaten met historische geluidsopnamen die zo veel mogelijk intact waren gelaten, een activiteit die ook leidde tot een verzoek van Phonogram om albums met meerdere platen op de markt te mogen brengen. Tot 2002 continueerden de verschillende rechtsopvolgers van het Geluidsarchief de heruitgave van geluidsopnamen, in de vorm van Klankbeelden, en van filmopnamen, in de vorm van Documenten uit de contemporaine geschiedenis. Gezien het historische perspectief dat het werk van het Geluidsarchief en de Stichting Beeld en Klankdocumentatie kenmerkte, lag samenwerking tussen of zelfs samengaan voor de hand. Uiteindelijk zouden ze in 1970 opgaan in de Stichting Film en Wetenschap.
In 1970 betrok de SFW na jaren van voorbereidingen een nieuw eigen ("futuristisch" genoemd) gebouw aan de Hengeveldstraat 29 in Utrecht. Het pand was ontworpen door architect Sjoerd Wouda en werd officieel geopend op 16 november door minister van Onderwijs en Wetenschappen Gerard Veringa. Het bevatte een state of the art-inrichting qua technische voorzieningen, een collegezaal, een televisiestudio en een filmotheek. Met de verhuizing naar dit pand kwam er tevens een eind aan de verwevenheid met UNFI. De SFW ging als zelfstandig, landelijk opererend productie-, distributie en archiefcentrum van wetenschappelijk audiovisueel materiaal functioneren. UNFI werd omgezet in het Onderwijs Media Instituut (OMI) en richtte zich sindsdien als audiovisueel centrum op de RUU. Voor zover ze al niet bestonden werden in korte tijd dergelijke audiovisuele centra aan alle universiteiten opgericht. In 1971 werd er zelfs een apart overlegorgaan voor deze diensten ingesteld, namelijk de Coördinatiecommissie Audiovisuele centra Wetenschappelijk Onderwijs (CAWO). Als gevolg van de opkomst van universitaire audiovisuele centra (decentralisering) en nieuwe audiovisuele dragertypen (cassette- en videobanden) nam de vraag naar de diensten van de SFW vanaf het eind van de jaren 70 geleidelijk af.
Vanaf 1983 werd op grond van de hiervoor genoemde ontwikkelingen, alsook het opkomende vrije markt-denken van de overheid, het merendeel van de onderdelen van de SFW geprivatiseerd. Voor bijvoorbeeld de distributie en marketing van wetenschappelijke en educatieve audiovisuele producties voor hoger onderwijsinstellingen, onderzoeksinstituten en bedrijven richtte men op 23 december 1986 in samenwerking met de Nederlandse universiteiten (alsook twee Belgische) een NV met de naam Media en Marketing Organisatie (MEMO) op. In 1990 verzelfstandigde zich het archiefdeel en nam de naam Stichting Film en Wetenschap Audiovisueel Archief (SFW-AVA) aan. Subsidiegever werd het ministerie van Onderwijs en Wetenschappen (O&W). Het SFW-AVA ging zich toeleggen op het archiveren en bestuderen van alsmede het begeleiden en ondersteunen van wetenschappelijk onderzoek naar audiovisueel materiaal, inmiddels voornamelijk vervaardigd door of voor commerciële en ('verzuilde') sociale organisaties. In april 1989 had het SFW-AVA reeds, samen met het IISG, een verbouwd cacaopakhuis genaamd Koning Willem I bij de Entrepothaven in Amsterdam, ingang Zeeburgerkade (8), betrokken. Wegens verminderde vraag werd MEMO in 1994 opgeheven, de voor MEMO geproduceerde films werden bij het SFW-AVA ondergebracht.
In 1996 bestond de collectie van het SFW-AVA uit audiovisuele producties vervaardigd in opdracht van Nederlandse verenigingen, stichtingen, maatschappelijke organisaties, politieke partijen en wetenschappelijke en onderwijsinstellingen, alsmede uit zogeheten open-net registraties (zendlijnregistraties van Nederland 1, 2 en 3 voor wetenschappelijk onderwijs) en geluidsopnamen als documentaires, oralhistoryopnamen en reportages betreffende uiteenlopende economische, maatschappelijke, politieke en historische onderwerpen.

### Nederlands Omroepmuseum
Na een lange aanloop werd op 1 december 1976 door het bestuur van de Nederlandse Omroep Stichting (NOS) de Stichting Nederlands Omroepmuseum opgericht. De toen reeds verzamelde collectie, voornamelijk bestaande uit audiovisuele apparatuur, lag al ruim 30 jaar in diverse gebouwen, zolders en kelders opgeslagen:
Het onderbrengen van belangrijke getuigen van de beschaving uit vroegere tijden in musea was begin 20ste eeuw een gevestigd gebruik. Dat dit ook voor techniek moest gelden en in het bijzonder de techniek van de communicatie werd vanaf de jaren 30 bepleit. In de 37ste directievergadering op 15 september 1943 van de genazificeerde radio-omroep De Nederlandsche Omroep deelde directeur-generaal dr.ir. W.A. Herweijer mede, dat portier Zomer hem had voorgesteld een omroepmuseum op te richten. Het idee verwierf algemene bijval en aan de Technische Dienst werd opdracht gegeven terstond tot het verzamelen van museumstukken over te gaan. De oprichting van een museum bleef verder een illusie. De eerste grote 'acquisitie' van objecten vond plaats in 1955 toen radiopionier Jan Corver zich, met het voornemen kleiner te gaan wonen, gezet had aan het opruimen van zijn collectie technische apparatuur en documentatie. Een belangrijk deel van zijn meer wetenschappelijke werk droeg hij dat jaar over aan het Postmuseum van de Posterijen, Telegrafie en Telefonie (PTT) in Den Haag, voor het overige trad hij in contact met de Nederlandse Radio Unie (NRU).
In de bestuursvergadering van de NRU van 8 juli 1955 werd het onderwerp radiomuseum voor het eerst aan de orde gesteld. De directeur van de NCRV en technisch commissaris van de NRU mr. A.H. van der Veen deelde toen mede, dat men van de zijde van de gemeente Hilversum overweegt om een soort radiomuseum in te richten. Het idee wat de oprichting van een omroepmuseum betreft kwam van de burgemeester van Hilversum, Joost Boot. Hilversum was als omroepstad al jarenlang een begrip, zowel in Nederland als ook, onder meer via de Wereldomroep, wereldwijd. Dat dankte het in feite aan het initiatief van Antoine Dubois, directeur van de Nederlandsche Seintoestellen Fabriek (NSF), en radiopionier Willem Vogt, die, in navolging van Hanso Schotanus à Steringa Idzerda en anderen, in 1923 op het fabrieksterrein aan de Jan van der Heydenstraat een nieuw radiostation hadden toegevoegd aan de bestaande. Het station, vanaf 1 april 1924 de Hilversumsche Draadlooze Omroep geheten, was financieel krachtig, als gevolg van een groot achterland, en kon het daardoor langer volhouden in de concurrentiestrijd om aandacht. De NSF zou in 1925 overgaan in handen van Philips en als Philips Telecommunicatie Industrie (PTI) de grootste industrie van Hilversum worden.
Een gesprek op 12 november 1957 tussen Van der Veen en Boot werd de opmaat voor een samenwerking tussen de NRU en B&W van Hilversum met als doel de stichting van een radiomuseum. Op 29 januari 1958 vond er op uitnodiging van Van der Veen en Boot een gesprek plaats met de directeur van het Nederlandse Postmuseum Richard Weber en de directeur van PTI ir. De Frémery. Besloten werd dat Weber een rapport met een programma van eisen, een modelbegroting en verdere adviezen zou opstellen, als leidraad voor de oprichting van een museum. De gemeente Hilversum hield ondertussen een pand aan de Koninginneweg (12) achter de hand. Weber rapporteerde, als naam dacht hij aan Nederlands Radio- en Televisie Museum. De geopperde plannen bleken te hoog gegrepen. Er volgde een tweede plan dd 8 april 1958, opgesteld door de NRU en de PTI, maar ook dit plan bleek te hoog gegrepen. In verdere gesprekken over de doelstelling, organisatie en inrichting ging PTI de naam Instituut voor Radio, Televisie en Telefonie prefereren. Op 28 juli 1960 trok de NRU zich echter op instigatie van Van der Veen voorlopig terug uit de slepende besprekingen. Ook na heropening van de onderhandelingen tussen de belanghebbende partijen begin 1961 wilde het museum om organisatorische, financiële, huisvestingtechnische alsook relationele redenen niet van de grond komen. De NRU verzamelde ondertussen wel verder en leende ook materiaal uit aan exposities.
Er had zich inmiddels een geheel nieuwe ontwikkeling voorgedaan, de komst en de snelle uitbouw van de televisie. Emile Schüttenhelm, de per 1 november 1956 door de Kroon benoemde voorzitter van het bestuur van de Nederlandse Televisie Stichting (NTS), bracht op de vergadering van de raad van bestuur op 12 juli 1960 de noodzaak naar voren om de ontwikkeling van de NTS en de televisie in Beeld & Geluid vast te leggen. Op 21 maart 1962 kwam hij tijdens een gesprek met burgemeester Boot met de gedachte naar voren om een radio- en televisiemuseum in het gebouw van de telecommunicatietoren op het Omroepkwartier te verwezenlijken. Het laatste bleef bij een gedachte. Op 26 september 1963 ging wel de 'Werkgroep Filmische Geschiedschrijving NTS' aan de slag. Korte tijd later werd deze naam veranderd in commissie geschiedschrijving, daar de leden zich niet alleen met films, maar ook met negatieven, foto's en geluidsbanden bezighielden. Als opslag van geselecteerd of in opdracht geproduceerd materiaal fungeerde onder andere de brandvrije kelder van een pand van de NTS aan de Emmastraat (51) en een ruimte onder Studio 2 op het Omroepkwartier. De commissie archiveerde in de loop der tijd ook de belangrijkste gebeurtenissen en ontwikkelingen van de overige omroeporganisaties. Het optreden van de commissie was in de keten van gebeurtenissen die tot een volwassen omroepmuseum hebben geleid een sterke schakel. Op instigatie van Schüttenhelm besloot uiteindelijk het bestuur van de NOS tot de oprichting van de Stichting Nederlands Omroepmuseum (SNOM). Op 1 december 1976 werd zowel de stichtingsakte verleden als het bestuur geïnstalleerd. De SNOM ging werken met twee commissies, de aloude commissie geschiedschrijving en een commissie techniek.
Vanaf 1966 had het souterrain van het Muziekpaviljoen op het Omroepkwartier qua opslag van museale objecten als hoofdlocatie gefungeerd, vanaf 1978 een geklimatiseerde ruimte onder Studio 1. In 1981 werd er ten aanzien van centralisering van de organisatie en tentoonstelling van objecten een optie op een pand, in de vorm van een kantoorvilla aan het Melkpad (34) in Hilversum, genomen. De bovenverdiepingen van dit pand huisvestten op dat moment de Radio Nieuwsdienst van het Algemeen Nederlands Persbureau (ANP) en de administratie van de Hoorspelkern en de benedenverdieping een administratieve afdeling van de AVRO. Dit eerste onderkomen van het Omroepmuseum werd uiteindelijk op 11 februari 1983 voor het publiek geopend met een geïmproviseerde, tijdelijke expositie. Het pand ging tevens een voor het publiek toegankelijke vakbibliotheek bevatten. In 1982 was ondertussen, op initiatief van Paul Mertz van het Amsterdamse reclamebureau Prad, een Vereniging van Vrienden van het Omroepmuseum opgericht. De tekst in de wervingsfolder luidde:

Als eerste land ter wereld beschikte Nederland over een omroep. En nog steeds is onze omroep uniek in de wereld. Uiterst democratisch. En vrijer en eigenzinniger dan waar ook op de aardbol. Maar terwijl andere landen het erfgoed van hun omroephistorie zorgvuldig in musea bijeenbrachten, werd in Nederland aan iets dergelijks niets gedaan. Inmiddels is dat veranderd. Er bestaat een Stichting Nederlands Omroepmuseum. Een stichting die ijvert om ons allen met de vaderlandse ethergeschiedenis vertrouwd te maken. Een stichting die beschikt over ontroerend oude apparatuur, over kostelijke curiosa, over indrukwekkende documentatie (..).

Op 29 juni 1984 opende de tentoonstelling 'Afgestemd op Nederland', een expositie over de geschiedenis van de Nederlandse radio-omroep, mede opgezet door studenten van de Reinwardt Academie. Een studie van mediahistoricus drs. Huub Wijfjes (in 1988 gepromoveerd op een proefschrift over de 'Radio-omroep Contrôle-commissie') onderbouwde het project. Het verzamelde materiaal zette Wijfjes om in het boek 'Hallo, hier Hilversum' (1985). Eind 1984 kon, mede dankzij financiële ondersteuning van Philips, drs. Liane van der Linden de ontwikkeling van de televisie in Nederland beschrijven. Op basis van haar geschrift werd de tentoonstelling 'Televisie te kijk gezet' ontworpen en ingericht. In 1985 werd er tevens een radiowinkel anno 1935 gereconstrueerd.
In 1993 betrok het Omroepmuseum wegens groei in alle opzichten, samen met het Fonografisch Museum, een voormalig gebouw van Beiersdorf AG aan de Oude Amersfoortseweg (121-131) in Hilversum. Op deze locatie werd niet alleen een nieuwe tentoonstellingsruimte ingericht, maar ook een centraal depot. De collectie van het museum bestond inmiddels uit technische apparatuur (voornamelijk opname-, zend-, ontvangst- en weergaveapparatuur), vakboeken en -tijdschriften, omroepgidsen, documenten, foto's, negatieven en varia afkomstig van radio-, televisie- en omroeppionieren, facilitaire bedrijven, omroeporganisaties, regisseurs, presentatoren, amateurs, handelaren, etc. In 2006 veranderde het museum van concept en is het onderdeel geworden van de Beeld & Geluid Experience in het gebouw van het Nederlands Instituut voor Beeld & Geluid op het Media Park.

### Nederlands Audiovisueel Archief
In 1988 werd door het Film- en Beeldbandarchief, het RVD Filmarchief, het SFW-AVA en het Nederlands Filmmuseum via het Ministerie van Welzijn, Volksgezondheid en Cultuur (WVC), onder leiding van Elco Brinkman, aan de Nederlandse regering en de Tweede Kamer de Knelpuntennota AV-Archieven (specifiek bewegend beeld) voorgelegd. In deze nota werd de aandacht gevraagd voor het feit dat de UNESCO-Aanbeveling dd. 27 oktober 1980 op het gebied van archivering van audiovisueel materiaal niet gerealiseerd kon worden, aangezien er grote achterstanden bij de conservering en toegankelijkheid van films, radio- en televisieopnames en andere materialen ontstaan waren, voornamelijk als gevolg van de constante groei van de archieven waarvoor onvoldoende verwerkingscapaciteit was en het verval van de fysieke dragers waarop het materiaal stond. Deze situatie gold niet alleen voor de vier landelijke audiovisuele archieven, maar ook voor die bij de honderden archieven en documentatiecentra in het land. Verder werd in de nota gewezen op de ondoorzichtige en onvolledige wetgeving die toegankelijkheid van audiovisueel materiaal in de weg stond. In 1989 volgde een tweede Knelpuntennota, specifiek aandacht vragende voor geluidsarchieven (gesproken woord en muziek). Op basis van de beide Knelpuntennota's stelde het Ministerie van WVC gelden voor urgentieprogramma's aangaande het wegwerken van de diverse conserveringsachterstanden ter beschikking.
In september 1990 gaf het Ministerie van WVC het marktonderzoeksbedrijf Samsom-Veldkamp uit Amsterdam de opdracht tot het uitvoeren van een onderzoek naar de mogelijkheden van een meer nationale en geïntegreerde aanpak van audiovisuele archieven in Nederland. Het onderzoeksrapport Audiovisuele Archieven werd in juni 1991 door Samsom-Veldkamp gepresenteerd, met als belangrijkste voorstellen: 1. de oprichting van een Centraal Audiovisueel Archief (CAA) waar de collecties van het Film- en Beeldbandarchief van de Publieke Omroep, het Filmarchief van de RVD en het SFW-AVA tezamen een Nederlands historisch audiovisueel archief vormen, 2. de oprichting van een Nationaal Expertisecentrum Audiovisuele Archieven als aanspreekpunt op het gebied van archivering van audiovisueel materiaal, 3. de oprichting van een Technisch Centrum dat zorg draagt voor de ontwikkeling van en overzetting op een duurzame fysieke drager van audiovisueel materiaal, 4. de concentratie van begeleiding en ondersteuning van wetenschappelijk onderzoek naar audiovisuele archieven bij het SFW-AVA, 5. het ontwikkelen van het Nederlands Filmmuseum tot een instelling waar audiovisueel materiaal uit cinematografisch oogpunt wordt verzameld en waar cinematografisch onderzoek plaatsvindt, en 6. de oprichting van een BV die de exploitatie van archiefmateriaal ter hand neemt.
Vervolgens besloot de ministerraad op 23 oktober 1992, op voorstel van de minister van WVC Hedy d'Ancona, om tot de realisatie van een Nationaal Audiovisueel Archief (NAA) te komen, waarin de archieven van de omroep, van de RVD en van de Stichting Film & Wetenschap zouden opgaan. Om aldus te komen tot een effectieve infrastructuur voor archivering van audiovisueel materiaal en daarmee tot één Audiovisuele Collectie Nederland, die onderdeel zou worden van één Collectie Nederland. Het Nederlands Filmmuseum bleef (ook) in deze opzet als cinematografisch instituut bestaan, waarbij "herverkaveling" van de collectie met het NAA kon plaatsvinden.
Op 26 maart 1993 bracht d'Ancona de beleidsnota 'Een houdbare toekomst voor audiovisuele archieven' uit, opgesteld door de directie Media, Letteren en Bibliotheken van het ministerie van WVC. Op 22 april van dat jaar werd door haar de Stuurgroep Nationaal Audiovisueel Archief ingesteld onder voorzitterschap van Henk Vonhoff, Commissaris van de Koningin in de provincie Groningen, met als taak: het verrichten van de nodige voorbereidingen voor de oprichting van de Stichting Nationaal Audiovisueel Archief en het rapporteren aan de minister van WVC over onderwerpen die tot de bevoegdheid van het nieuwe archief zouden gaan behoren.
In december 1994 presenteerde de commissie-Vonhoff haar eerste advies aan de staatssecretaris van het nieuwe Ministerie van Onderwijs, Cultuur en Wetenschap (OCW) Aad Nuis, op 12 oktober 1995 haar definitieve. Op grond van het definitieve advies besloot Nuis in overeenstemming met de ministerraad eind december 1995 om per 1 januari 1997 te komen tot een Nationaal Audiovisueel Archief, waarin gefaseerd het AVAC, het RVD Filmarchief, het SFW-AVA alsook de Stichting Nederlands Omroepmuseum zouden opgaan. Uiteindelijk gingen deze op 25 juni 1997 officieel op in het Nederlands Audiovisueel Archief.

### Beeld & Geluid Den Haag, van 2019 tot 2024
Op donderdag 17 september 2020 opende wethouder Robert van Asten het nieuwe mediamuseum Beeld & Geluid Den Haag. Vanwege almaar tegenvallende bezoekcijfers werd op 2 juli 2019 het bestuur van COMM overgenomen door Beeld & Geluid, het audiovisuele archief in Hilversum. De nieuwe naam was Beeld & Geluid Den Haag. Bestuurder is Eppo van Nispen tot Sevenaer. De nieuwe identiteit van het museum is Beeld & Geluid Den Haag en de focus werd gelegd op het leven in de media. Het museum behandelde thema’s zoals persvrijheid, demonstraties en nepnieuws. Er werden tijdelijke tentoonstellingen geëxposeerd met soortgelijke thema’s of thema’s die binnen mediawijsheid pasten. Ook werden er educatieve workshops geboden aan leerlingen van het primair onderwijs en het voortgezet onderwijs, waarbij zij tijdens een bezoek aan het museum kennis op konden doen over media en de omgang met media. Daarnaast verhuurde het museum zalen waar bedrijven evenementen kunnen organiseren en waren ze ook beschikbaar voor het organiseren van webinars, online evenementen en hybride evenementen. Op 30 juni 2024 moest het museum echter z`n deuren sluiten omdat er steeds minder bezoekers kwamen en de kosten te hoog werden. Hierdoor slaagde het museum er niet in om de begroting rond te krijgen.

## Archief
Het archief van Beeld & Geluid geeft, algemeen gezegd, de geschiedenis van Nederland en de geschiedenis van de media in beeld en geluid weer. Van 1898 (de inhuldiging van Wilhelmina) tot de dag van vandaag (het meest actuele nieuwsprogramma). Beeld & Geluid archiveert audiovisueel materiaal zijnde:
- Radio- en televisieprogramma's, van
  - Omroepen of zendgemachtigden, als: de Nederlandse Publieke Omroep, met het radio- en televisiearchief (radio vanaf 1930, televisie vanaf 1951) alsook het muziekarchief van de zendgemachtigden, het hoorspelarchief en het geluidenarchief;
  - Programmamakers, van Frits Barend; Henk van Dorp; Loek de Levita; Rik Felderhof; Hedda van Gennep; Wim Kayzer; Kees van Kooten; Wim de Bie; Jan Douwe Kroeske; Han Peekel tot Martin Šimek;
- Onderwijs- en wetenschapsfilms, van bijvoorbeeld de Erasmus Universiteit Rotterdam; het Katholiek Documentatie Centrum (KDC) (onderdeel van de Radboud Universiteit Nijmegen); de Stichting Nederlandse Onderwijsfilm (NOF); het Nederlands Instituut voor Audiovisuele Media (NIAM); het Tropenmuseum (onderdeel van het Koninklijk Instituut voor de Tropen); de Universiteit van Amsterdam; de Universiteit Utrecht;
- Overheidsfilms, van bijvoorbeeld het Koninklijk Huis; het Nederlandsche Beheersinstituut; het Nederlands Instituut voor Oorlogsdocumentatie (NIOD);
- Opdrachtfilms, van
  - Bedrijven, als: De Staatsmijnen (DSM); Eredivisie CV; Heineken; de Nederlandse Spoorwegen (NS); Sara Lee-Douwe Egberts; Shell (Den Haag), waaronder materiaal van Billiton;
  - Verenigingen en stichtingen, als: het Medisch Comité Nederland-Vietnam (MCNV); de Vereniging Nederland-DDR;
  - Maatschappelijke organisaties, als: het Christelijk Nationaal Vakverbond (CNV); de Federatie Nederlandse Vakbeweging (FNV); het Nederlandse Rode Kruis; UNICEF Nederland;
  - Overheidsorganisaties, als: het Ministerie van Welzijn, Volksgezondheid en Cultuur (WVC); het Ministerie van Volkshuisvesting, Ruimtelijke Ordening en Milieubeheer (VROM); de Rijksvoorlichtingsdienst (RVD), waaronder materiaal van Postbus 51;
- Documentaires, van bijvoorbeeld John Appel, Frans Bromet, Nico Crama, Peter Creutzberg, Frank Diamand, John Fernhout, Louis van Gasteren, Bert Haanstra, Hans Heijnen, Hedy Honigmann, Herman van der Horst, Hans Keller, Johan van der Keuken, Niek Koppen, Hugo van Lawick, Jan Mol, Jan Musch, Boud Smit, Tijs Tinbergen, Theo Uittenbogaard en Jan Vrijman
- Webvideo's;
- Amateurfilms (vanaf 1905), waaronder materiaal van het voormalige Smalfilmmuseum, de verzamelde films bieden een historische terugblik op het dagelijks leven;
- Animatiefilms;
- Natuurfilms, waaronder materiaal van Nature Conservation Films;
- Reclamespots (vanaf 1920), merendeels afkomstig van Restore Audiovisueel (Tom van Helden), RMB (Régie Média Belge) en de Stichting Ether Reclame (STER);
- Bioscoopjournaals (vanaf 1922), ook wel Polygoon-journaals genoemd, voornamelijk geproduceerd door Polygoon-Profilti;
- Spots uit de Zendtijd voor Politieke Partijen;
- Oralhistoryopnamen, en de
- Encyclopaedia Cinematographica.
- Nederlandse computergames[19]
- Mediagerelateerde websites

Daarnaast:
- het Nationaal Muziekdepot, een in 1998 door de Nederlandse Vereniging van Producenten en Importeurs van beeld- en geluidsdragers en de Nederlandse Publieke Omroep opgezet muziekarchief, een van de grootste en meest complete muziekcollecties ter wereld, ruim een eeuw muziek op wasrol, plaat en cd;
- een fotoarchief, voornamelijk bestaande uit materiaal afkomstig van de fotoarchieven (2008: ca. 2,0 miljoen negatieven) van de NTS, NOS en het NOB, die vanaf 1950 een weergave van de Nederlandse omroepgeschiedenis bieden, en van de RVD (filmstills en foto's van filmsets). Tevens omroepfoto's van Jacques Stevens, Nederlands persfotograaf;
- een vakbibliotheek (2008: ruim 12.000 boektitels), op het gebied van de media- en omroepgeschiedenis, en
- een museale collectie (2008: ruim 20.000 objecten), waaronder collecties van radiopioniers als Janus Bauning, Jan Corver en Hanso Schotanus à Steringa Idzerda, korte golf-pionier R.W.C. baron Van Boetzelaer, televisiepioniers als Erik de Vries en Freek Kerkhof, omroeppionier Willem Vogt, presentator van het langstlopende internationale radioprogramma Happy Station Edward ('Eddy') Startz (eerst uitgezonden door de radiozender PCJ van Philips, later door de Wereldomroep) en van het voormalige Fonografisch Museum, met fonografen.

Beeld & Geluid beheert verder een muziekuitgeverij, Fonos, waar particulieren platen kunnen bestellen op cd, die nooit eerder op cd zijn uitgebracht.

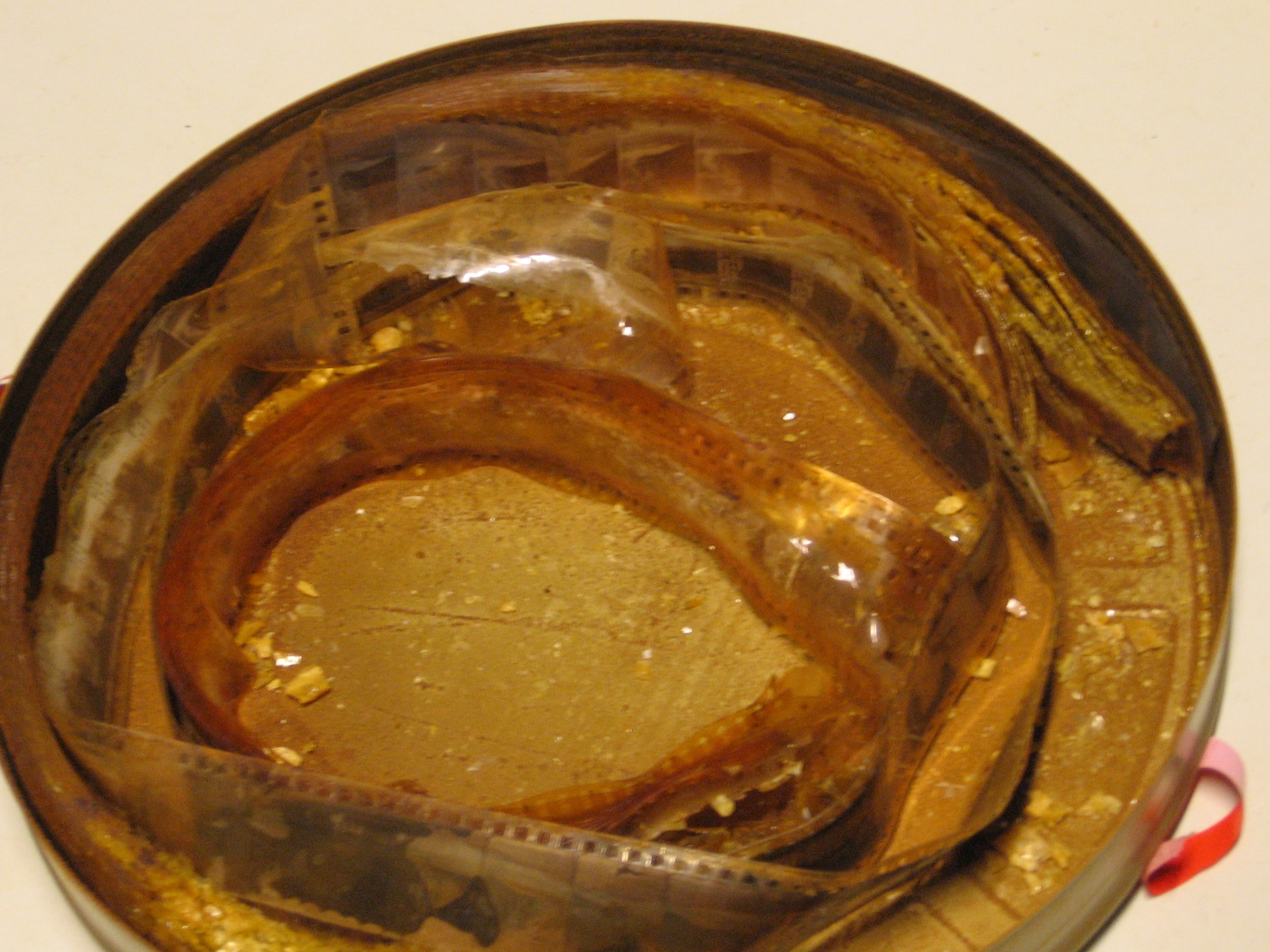
Filmblik met bedorven oude nitraatfilm.

De oudst bewaarde fysieke dragers van Beeld & Geluid zijn filmrollen op basis van nitraat. Wat beeldopnamen betreft werd in de jaren zeventig van film op basis van acetaat overgeschakeld op video en wel in de vorm van het gebruik van magneetbanden, voornamelijk de BCN-band. In de jaren tachtig werd dit dragertype door de DigiBeta-band opgevolgd. Een gedeelte van het audiovisueel materiaal in het archief is, hoofdzakelijk als gevolg van het verval van, maar ook door de omgang met en het gebruik van de fysieke dragers waarop het materiaal stond en het ontbreken van afdoende middelen voor conservering, verloren gegaan. Tot 2015 wordt echter een groot deel van het archief in het kader van Beelden voor de Toekomst gedigitaliseerd, en daarmee ook (hetzij opnieuw, hetzij voor het eerst) geconserveerd cq behouden.
Beelden voor de Toekomst is sinds 2007 een nationaal, grootschalig digitaliseringsproject, gefinancierd uit het Fonds Economische Structuurversterking (FES). Binnen Beelden voor de Toekomst werkt Beeld & Geluid samen met het Nationaal Archief, het EYE Film Instituut Nederland en Kennisland. Tussen 2007 en september 2010 waren de Centrale Discotheek (Rotterdam) en de Vereniging van Openbare Bibliotheken ook partners.
Binnen het kader van het digitaliseringsinitiatief Beelden voor de Toekomst werd ook de uitgave van de Dutch Documentary Collection gestart, op initiatief van de beeldhistoricus Bert Hogenkamp. De ambitie bij de aanvang was: "De reeks weerspiegelt de rijke Nederlandse documentairetraditie. Niet alleen de historische makers uit de jaren 40, 50 en 60 komen aan bod, maar ook het werk van de televisiedocumentairemakers uit de jaren 70, 80 en 90 en hedendaagse makers wordt onder de aandacht gebracht." Na het uitbrengen van een 13-tal dvd-boxen met een selectie uit het documentaire werk van Louis van Gasteren, Herman van der Horst, Hans Keller, Johan van der Keuken, Hedy Honigmann, John Appel, Hans Heijnen, Frank Diamand, Theo Uittenbogaard, Frans Bromet, Niek Koppen en het duo Musch en Tinbergen, is wegens geldgebrek de uitgave van meer boxen -vooralsnog- in 2015 gestaakt.
Sinds 1998 neemt Beeld & Geluid deel aan de Framework Programmes for Research and Technological Development geïnitieerd door de Europese Commissie (beleidsterreinen Cultuur en Informatiemaatschappij) van de Europese Unie (EU). Binnen deze programma's participeert zij voornamelijk in onderzoeksprojecten naar digitalisering van analoog en conservering van digitaal cultureel erfgoed (zie ook Digitale duurzaamheid). Van 2002 tot en met 2006 werd er bijvoorbeeld deelgenomen aan het Sixth Framework Programme (FP6). Binnen het FP6-programma nam zij onder andere deel aan het onderzoeksproject Preservation towards storage and access. Standardised Practices for Audiovisual Contents Archiving in Europe (PRESTOSPACE) (looptijd 2004-2008).
Gedigitaliseerd materiaal, alsook born digital-materiaal, wordt in het Digitaal Archief opgeslagen (zie toegang) en middels geavanceerde informatietechnologie breed toegankelijk gemaakt voor gebruikers bestaande uit algemeen publiek, professionals (als programmamakers, producenten, uitgevers en journalisten), onderwijs en wetenschap.

## Documentatie
Documentatie van audiovisueel materiaal, in de zin van de indeling en beschrijving van het materiaal, wordt traditioneel door de audiovisuele documentalisten, catalogiseerders en archivarissen van Beeld & Geluid gedaan. Sinds 2007 vindt documentatie van digitaal audiovisueel materiaal op meerdere manieren plaats. Ten eerste (nog steeds) door audiovisuele documentalisten, ten tweede door deelnemers aan een digitaal audiovisueel productieproces, ten derde automatisch, ten vierde door gebruikers van audiovisueel materiaal en ten vijfde door een wisselwerking tussen de genoemde manieren.
Automatische documentatie geeft de mogelijkheid om grote hoeveelheden digitaal audiovisueel materiaal (semi)automatisch te beschrijven en toegankelijk te maken. Voor de ontwikkeling van automatische ontsluitingstechnieken werkt Beeld & Geluid sinds 1998 in diverse onderzoeksprojecten, zowel op nationaal als Europees niveau, samen met universiteiten, commerciële bedrijven en andere collectiebeheerders. De samenwerking legt zich toe op het ontwikkelen van technologieën aangaande beeld-, taal- en spraakherkenning (als automatisch indexeren en datamining) en het semantisch web (of semantische interoperabiliteit).
Onder (automatisch) indexeren wordt in dit verband verstaan: Het toekennen van gecontroleerde, gestandaardiseerde termen aan beschrijvingen van audiovisueel materiaal, om de inhoud c.q. de belangrijkste onderwerpen te ontsluiten en vindbaar te maken. Hierbij worden bepaalde termen per termsoort uit een thesaurus geselecteerd en in een apart veld van een catalogus ondergebracht.
Grote hoeveelheden digitaal audiovisueel materiaal kunnen ook beschreven en toegankelijk gemaakt worden door het betrekken van gebruikers. Beeld & Geluid betrekt experts (voor het maken van uitgebreide beschrijvingen van beeld en/of geluid en de context waarin een productie tot stand gekomen was) en onderzoekt hoe technieken als crowdsourcing en social tagging bij documentatie ingezet kunnen worden.

## Toegang tot archiefmateriaal
Voor toegang tot of levering van digitaal audiovisueel materiaal ontwikkelt Beeld & Geluid sinds 2007 een infrastructuur (back end) die als generiek platform dient voor diensten en toepassingen (zogeheten front ends in de vorm van websites en online platforms) met als basis het Digitaal Archief. De infrastructuur is onder meer opgebouwd uit:
- Een multimedia-catalogus (iMMix genaamd), tevens digitaal archiefsysteem. Dit systeem is gekoppeld aan De Digitale Voorziening (DDV). DDV is sinds 2006 een op het Media Park aangelegde gezamenlijke digitale infrastructuur tussen de Publieke Omroepen, Technicolor en Beeld & Geluid voor productie, uitzending en archivering van digitaal audiovisueel materiaal;
- Een Ingest-client, die het mogelijk maakt content aan het systeem toe te voegen. Ingest is een proces waarbij tapes worden omgezet naar digitale bestanden en kwaliteitscontrole plaatsvindt;
- Een Metadata-client, die het mogelijk maakt aan de content gekoppelde metadata aan het systeem toe te voegen;
- Het Digitaal Archief, voor opslag van digitale bestanden, voornamelijk op datatapes in taperobots;
- Software, die het besturen, distribueren, downloaden, etc. van digitale bestanden mogelijk maakt;
- Het Digital Rights Management-systeem, voor het clearen van rechten rond het gebruik van digitaal audiovisueel materiaal, en
- Een koppeling met SURFnet, Kennisnet, ISP's, etc. in de Media Gateway van DDV, voor distributie van digitale bestanden over netwerken, als bijvoorbeeld het internet.
- Op 2 juni 2024 maakte directeur Eppo van Nispen tot Sevenaer in een Spreekbuis.nl interview bekend dat in 2026 het archief toegankelijk voor het publiek gaat worden[22].

### Onderwijs
Tussen 1997 en 2001 werkte het Nederlands Audiovisueel Archief (NAA) aan de ontwikkeling van een eerste digitale toegangspoort tot audiovisuele collecties voor het onderwijs. Er werd aangaande toepassing van ICT in het onderwijs ingehaakt op een concept van het Ministerie van OC&W waarmee alle scholen voor basis-, voortgezet en middelbaar beroepsonderwijs in Nederland de beschikking zouden krijgen over een eigen intern computernetwerk aangesloten op een digitaal, breedbandig onderwijsnetwerk: Edunet. Via Edunet (sinds 1999 Kennisnet geheten) zou informatie in digitale en multimediale vormen de schoolklas kunnen bereiken. Als mogelijke inhoudsleverancier voor dit netwerk ontwikkelde het NAA in 1997 in samenwerking met NOB Interactive (onderdeel van het Nederlands Omroepproduktie Bedrijf) een demonstratiemodel op basis van video on demand.
In 1998 werd vervolgens het proefproject NAA in de klas gestart. De stuurgroep van dit project bestond naast het NAA en NOB Interactive uit telecommunicatiebedrijf/kabelexploitant A2000 (later UPC), als beheerder van een net in Hilversum nieuw aangelegd netwerk op basis van glasvezel, het Instituut voor Leerplanontwikkeling (nu: Stichting Leerplanontwikkeling Nederland), als vakontwikkelaar, Uitgeverij Malmberg, namens de verzamelde educatieve uitgevers, de gemeente Hilversum en een tweetal scholenfederaties uit Hilversum, te weten het Alberdingk Thijm College en het A. Roland Holst College. Voor de vakken Nederlands en Geschiedenis werd een intranet-site gebouwd die aan beide vakken gerelateerde onderwerpen of thema's, aangeboden binnen een didactische structuur, bevatte. Via deze site en middels een werkstation was de leerling dan wel docent in het schooljaar 1999/2000 in staat naar op maat gesneden bewegend beeld- en geluidsdocumenten te linken, die zich op een client-server van NOB Interactive bevonden. Tevens werd er een demoset geproduceerd, bestaande uit een mobiele server gekoppeld aan een computer, om aan te kunnen tonen hoe met het project NAA in de klas cultureel erfgoed letterlijk de school kon binnenstromen. Deze server, een SGI O2 van Silicon Graphics, beschikte over een opslagcapaciteit voor ruim vier uur aan gedigitaliseerd en gecomprimeerd audiovisueel materiaal naar keuze.
In de jaren 2002 - 2004 was Davideon een onderwijsvernieuwingsproject met als doel de didactische, technische en organisatorische aspecten rond het gebruik van streaming media in het hoger onderwijs te verkennen. Het project werd uitgevoerd door de Rijksuniversiteit Groningen, de Universiteit van Amsterdam en de Christelijke Hogeschool Windesheim. De belangrijkste leverancier van audiovisueel materiaal was Beeld & Geluid, 1.100 uur kon uit het archief via SURFnet worden afgespeeld. Ervaringen uit de projecten NAA in de klas en Davideon zijn vanaf 2005 gebruikt voor de ontwikkeling van zogenoemde online onderwijsplatforms, en wel voor alle onderwijsvormen. Deze platforms geven specifiek voor onderwijsdoeleinden toegang tot selecties van audiovisueel materiaal uit het Digitaal Archief. Ze fungeren hiermee als bronnen en beeldbanken ter ondersteuning van lessen en colleges. Voor het hoger onderwijs heeft Beeld & Geluid het online onderwijs- en onderzoeksplatform Academia ontwikkelt. Sinds maart 2006 beschikt het basis-, het voortgezet en het middelbaar beroepsonderwijs over de mogelijkheid tot toegang middels Teleblik (in 2008 tot ca. 10.000 uur) en sinds oktober 2009 (ook) middels het meer geavanceerde online onderwijsplatform ED-IT.
Beeld & Geluid is verder mede-initiatiefnemer van Les 2.0, een in november 2008 gestart project met als realisatie een website waarmee scholen voor voortgezet onderwijs open digitaal lesmateriaal kunnen ontwikkelen, gebruikmakend van de catalogi van het Rijksmuseum van Oudheden, het Museum Volkenkunde, Naturalis, het Nationaal Archief, het EYE Film Instituut en Beeld & Geluid zelf.

## Bezoekers: Experience (2006 - 2020)
Van 2006 t/m september 2020 was de Beeld & Geluid Experience te bezoeken in het gebouw van het Nederlands Instituut voor Beeld & Geluid. De Experience was de opvolger van het Nederlands Omroepmuseum en wilde de collecties van Beeld & Geluid voor een groot publiek toegankelijk maken. Dit gebeurde in vijftien paviljoens, die thematisch een beeld van de ontwikkeling in de audiovisuele media en de geschiedenis van Nederland vanaf de 20ste eeuw gaven.
Iedere bezoeker kreeg een persoonlijke rondleiding van een virtuele gids met behulp van een ring met daarin een RFID-chip, waarop een persoonlijk profiel werd ingelezen. Met de ring konden bezoekers tekst en uitleg krijgen over onderwerpen in de Experience, en konden bezoekers verschillende activiteiten activeren, zoals het programmeren van een televisiestation, het filmen van een eigen soap, het maken van chromakey-effecten en het produceren van geluidseffecten voor een hoorspel. Na afloop van het bezoek konden bezoekers hun eventuele gemaakte foto’s en filmpjes via email ontvangen. Verder kon de bezoeker een selectie van objecten uit de Nederlandse media- en omroepgeschiedenis bekijken, van de jurk van zuster Klivia uit Ja Zuster, Nee Zuster tot een radio uit de jaren 40. In de zogenaamde Blauwe Zaal werden wisselende tentoonstellingen georganiseerd.
De vijftien paviljoens waren:
- Medialounge, met hoogtepunten en 'parels' uit het archief
- De wereld: een dorp, over de invloed van radio en tv op het leven van mensen
- Dit is het nieuws, over de wereld van het nieuws
- Sterrenshow, over de wereld van glitter en glamour
- Media Ukkie Land, over de verleidingen in de media voor kinderen
- Kijkbuiskinderen, over nostalgische kinderprogramma's
- Ben ik in beeld, over de infiltratie van de media in privélevens
- Macht en media, over media en politiek
- Animal Crackers, laat dieren de gekste dingen zeggen!
- POPstudio, over popmuziek op de Nederlandse televisie
- Klokhuis Tijdlab, maak samen een Klokhuis-item over jouw toekomst
- Mediawijzer.net, test hoe mediawijs je bent
- Zuilen en zenders, over de omroepen en de geschiedenis van radio en tv in Nederland
- Dit is het nieuws, over sport en actualiteiten
- Muzieklounge, met de mooiste Nederlandstalige liedjes

## Bezoekers: Mediamuseum (2023 -)
Tussen 2020 en 2023 werd de verouderde Beeld en Geluid Experience voor zo’n 23 miljoen euro verbouwd tot het Mediamuseum. De oude expositie, die nog dateerde uit de tijd van vóór YouTube en de smartphone, richtte zich enkel op radio en televisie, en sloot daardoor niet meer aan bij de belevingswereld van de beoogde bezoeker. De opening van het nieuwe museum vond plaats op 11 februari 2023. In het museum staat het medialeven van de bezoeker centraal. Doordat het museum zich aanpast aan de handelingen van de bezoeker, krijgt iedereen een persoonlijke museumreis. Het Mediamuseum, waarvoor Pieter van der Heijden als artdirector aan de basis stond, omvat meer dan vijftig interactives, honderden uren aan audiovisueel materiaal en vele objecten uit de mediageschiedenis. Bij binnenkomst maakt de bezoeker in de Mediamuseum-app een persoonlijk profiel aan, op basis van leeftijd en interesses, waarna de bezoeker de verschillende verdiepingen van het museum kan bekijken. Dit is vergelijkbaar met de ring in de eerdere Experience. Verschillende van de interactieve elementen van het museum passen zich vervolgens aan de bezoeker aan, op basis van gezichtsherkenning of een QR-code. Tijdens het bezoek bouwen bezoekers aan hun unieke Mediaprofiel. Met de museumapp kunnen zij hun profiel onderweg en aan het einde van hun bezoek bekijken. Persoonlijke gegevens worden niet bewaard; net als in de eerdere Experience kunnen de gemaakte filmpjes op verzoek per email worden ontvangen.
Met meer dan 50 interactives verspreid over vijf zones is het Mediamuseum van Beeld & Geluid het meest interactieve mediamuseum ter wereld. "Ik daag iedereen uit om een interactiever museum te vinden", stelt hoofdredacteur Ineke Middag in de VPRO Gids van februari 2023.
Het interactieve museum is onderverdeeld in verschillende zones. De vijf hoofdzones:
- Delen, over delen via media, van brief en telegram tot social media.
- Informeren, over de invloed en het beïnvloeden van nieuws.
- Verkopen, over reclames, van radio en tv tot influencers.
- Vertellen, over mediaverhalen zoals series en films.
- Spelen, over spellen zoals videogames en spelshows.

Naast de vijf hoofdzones zijn er ook twee aanvullende zones in het museum:
- Verwonderen, presentaties over de toekomst van media. Te vinden op verdieping 5 in het museum.
- Pronken, wisselende tentoonstelling met voorwerpen uit de collectie van Beeld & Geluid; bijvoorbeeld kostuums van mediapersoonlijkheden. Te vinden op verdieping 7 in het museum.

## Gebouw

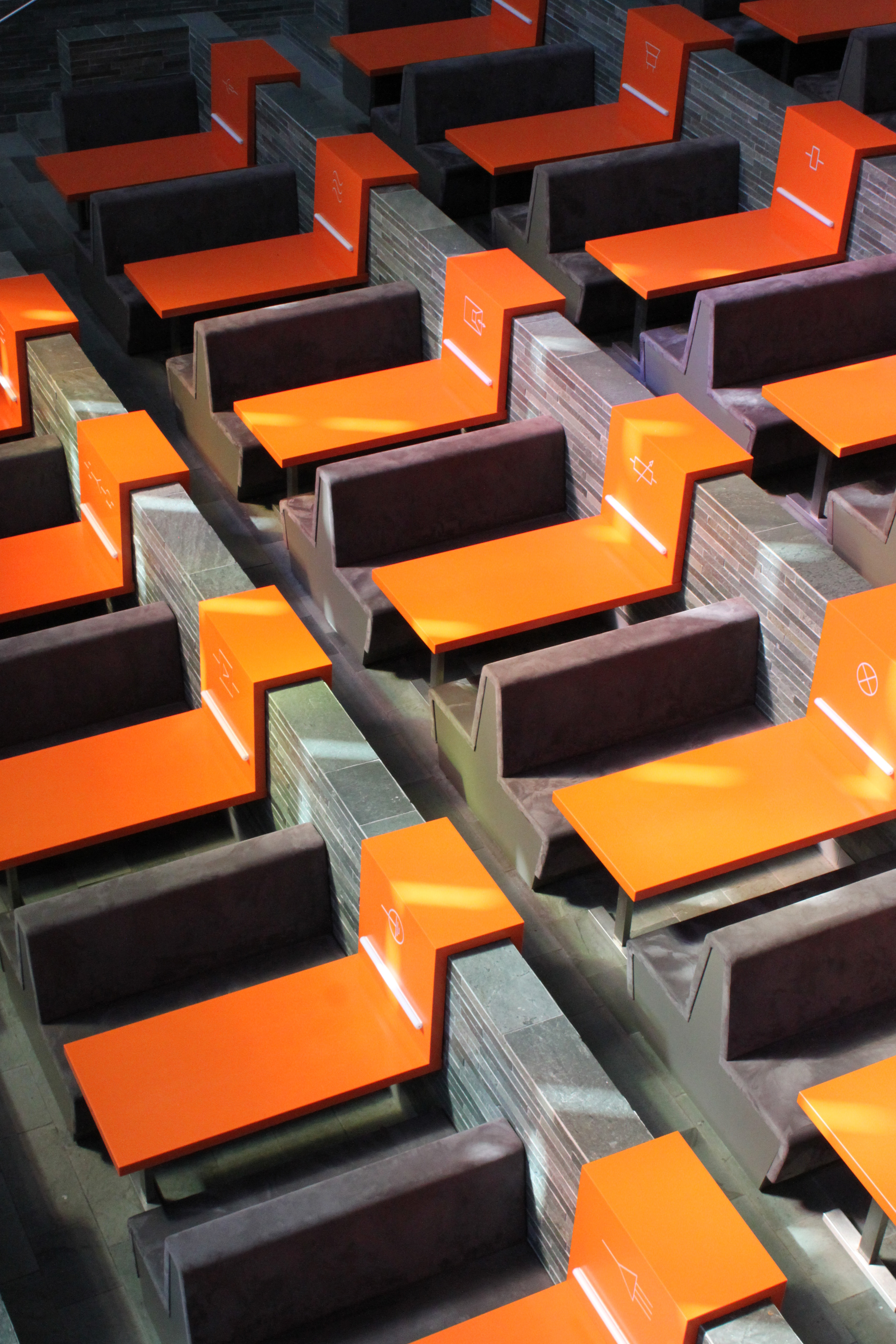
De tafeltjes in het restaurant lopen naar beneden in een trapvorm.

Beeld & Geluid heeft in 2006 een architectonisch opvallend gebouw betrokken op het Media Park in Hilversum. Het gebouw is ontworpen door de architecten Willem Jan Neutelings en Michiel Riedijk en fungeert als een centrum voor Nederlands audiovisueel erfgoed: In 1998 ontwikkelde het Nederlands Audiovisueel Archief plannen voor nieuwbouw, begin 1999 schreef de directie een openbare Europese aanbesteding uit. Uit 27 reacties werden vijf architectenbureaus, waarvan één uit het buitenland, geselecteerd om een ontwerpstudie (tekeningen en maquette) te maken. Uiteindelijk viel eind 1999 de keuze op Neutelings Riedijk Architecten. Na de nodige voorlopige en definitieve ontwerpen alsmede het materiaal- en interieurschetsboek startte begin 2004 de bouw, in juli 2006 volgde de oplevering van het pand.

### Ex- en interieur
Het gebouw valt op door de grote kleurvlakken naar een ontwerp van Jaap Drupsteen, waarin verregaand geabstraheerde historische film- en televisiebeelden zijn verwerkt. Deze beelden zijn in reliëf en met een zelfstandig kleurenpatroon vastgelegd op glazen panelen. De glaspanelen zijn spiraalsgewijs en van bovenaf als een lint om het gebouw heen gerangschikt. In totaal zijn op deze wijze over de vier wanden van het gebouw 768 archiefbeelden over 2244 glaspanelen verdeeld. De realisatie moest vergelijkbaar zijn met het effect van eeuwenoude glas-in-loodramen, die een dynamisch en briljant kleurenpalet opleveren door een samenspel met het steeds wisselende zonlicht. Het traditionele zeefdrukprocedé om een kleuren printpatroon op glas aan te brengen, was daartoe niet toereikend.
Voor het aanbrengen van de kleuren op het glas is een methode gevolgd die gebaseerd lijkt op het oude zandschilderen. Deze techniek strooit kleurpoeders door middel van trillingen uit en laat deze 'neerstrijken' op het doeloppervlak. Samen met TNO heeft Saint Gobain Glass de nieuwe techniek ontwikkeld. Door middel van zogeheten schudgootjes worden drie kleuren transparante email gelijktijdig in poedervorm op het glas aangebracht. En wel volgens een tevoren digitaal vastgelegd en daardoor herhaalbaar kleurenpatroon. Dit wereldwijd unieke systeem is enigszins vergelijkbaar met de werking van een inktjetprinter. Om de wisseling van de lichtval in de glaspanelen meer kans te geven, zijn de film- en televisiebeelden vertaald in reliëf. Dit reliëf ontstaat door de kleurenbeelden eerst om te zetten in zwartgradaties, waarna de verkregen intensiteitsverschillen worden benut om een digitaal gestuurde freesmachine een MDF-plaat uit te laten frezen. De op deze wijze verkregen mal, met de maten van het toekomstige glaspaneel, wordt daarna afgedrukt in een ovenbed van aluminiumoxide. Het in kleur gepoederde glaspaneel wordt vervolgens in de oven voorzichtig op de afdruk gelegd. Door de oven te verhitten tot 800 graden Celsius verweekt het glas en neemt het de structuur van de ondergrond aan. Gelijktijdig versmelten de synthetisch samengestelde kleurpoeders met het weke glasoppervlak.
Op de glazen scheidingswand tussen de centrale hal (het Atrium) en het kantoorgebouw zijn met een grof, gezandstraald raster foto's aangebracht van bekende en/of bijzondere persoonlijkheden uit de film-, televisie- en radiowereld. Een glaswand als Wall of Fame.
Het gebouw beschikt naast de kantoren over een grote en een kleine theaterzaal, een shop, een eetcafé met terras en een parkeergarage. Het pand meet 54 bij 54 meter in het vierkant, heeft een hoogte van 26 meter (begane grond plus 7 verdiepingen) en is geplaatst in een grondwaterkerende bouwkuip van 60 meter in het vierkant bij 16 meter (5 lagen) diep, op zijn plek gehouden door 250 groutankers en 100 Tubex-groutinjectie- of trekpalen.

### Depots

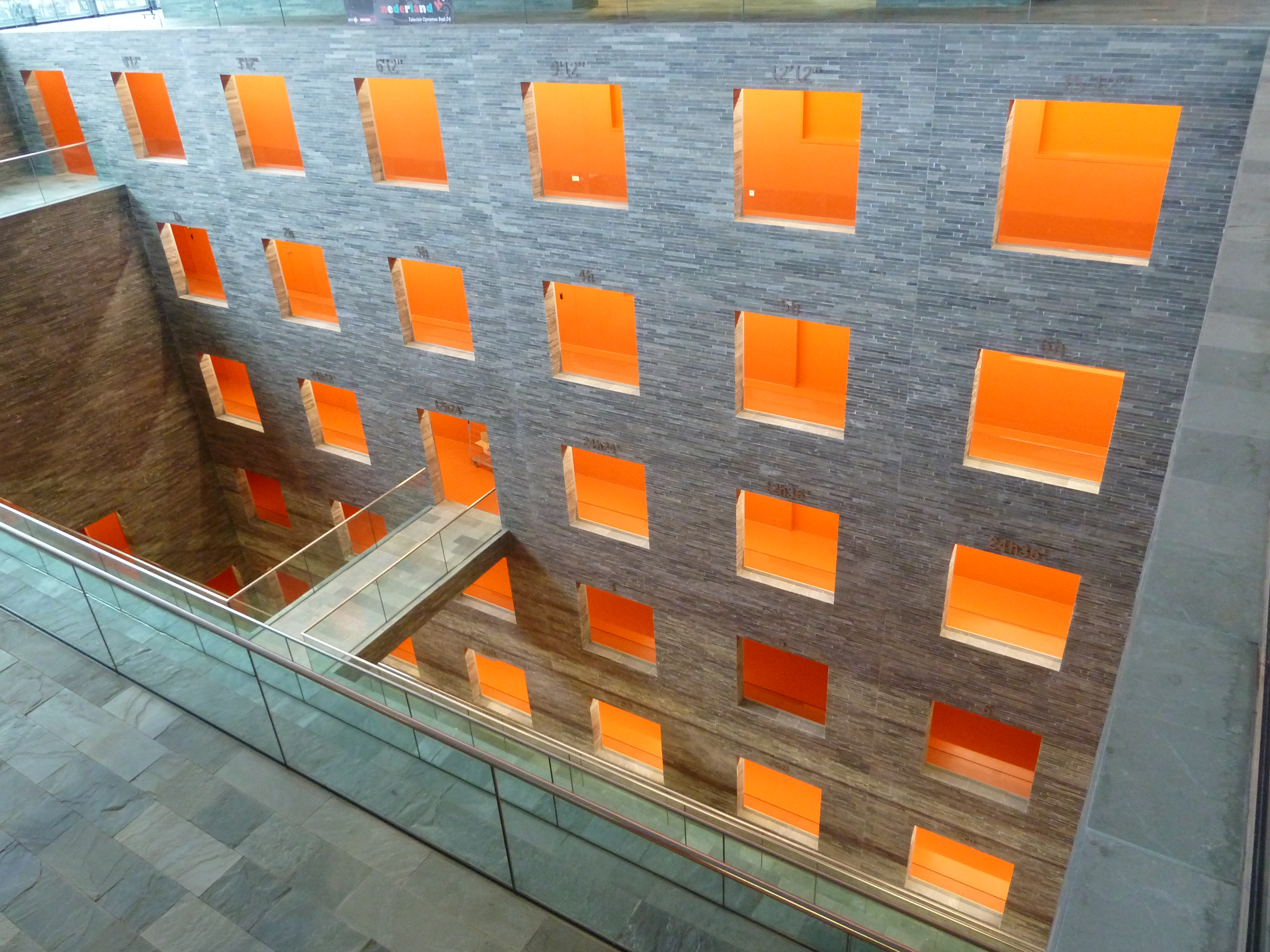
De depots van Beeld & Geluid, zuidzijde

De depots van Beeld & Geluid vormen, ook letterlijk, het fundament van de organisatie. Dit archiefdeel van het gebouw heeft een monumentale uitstraling. Vijf bouwlagen diep bieden de depots de bezoeker een overweldigende aanblik. Deels veroorzaakt door de oranje gloed van de looppaden, die zich door de centrale hal verspreidt, maar ook door de architectonische vormgeving, die als een wig de depots in twee wanden uiteen splijt. Zij vormen een canyon die met een loopbrug door elke bezoeker genomen en ondergaan wordt. De vorm van de canyon is geïnspireerd op de Zuid-Europese necropolen waar doden voornamelijk in muren begraven worden. Audiovisueel materiaal is net zo dood, totdat het in machines tot leven wordt gewekt. De depots en archieven liggen op de lagen -2 tot en met -5. Hierin zijn vier verschillende klimaatzones opgenomen om een juiste conservering van de audiovisuele materialen te waarborgen. De temperatuur in deze zones bedraagt gemiddeld 12, 16, 17 en 19 graden Celsius met een specifieke luchtvochtigheid.
De meeste fysieke dragers met audiovisueel materiaal alsook de ruim 20.000 museale objecten van het voormalige Nederlands Omroepmuseum en de back-uptapes van het Digitaal Archief zijn in de depots in Hilversum ondergebracht. Uitzonderingen zijn kleurenfilms en nitraatfilms. Kleurenfilms bevinden zich in zogenoemde filmkluizen in een bedrijfsverzamelgebouw in Rijswijk. In deze kluizen gelden ideale opslagcondities (temperaturen van -5 of +5 graden Celsius) voor kleurenfilms. Nitraatfilms bevinden zich in filmkluizen in een verbouwde bunker in de duinen van Scheveningen. Dit vanwege brandveiligheid (Zie ook: Geschiedenis - RVD Filmarchief).

### Tuin

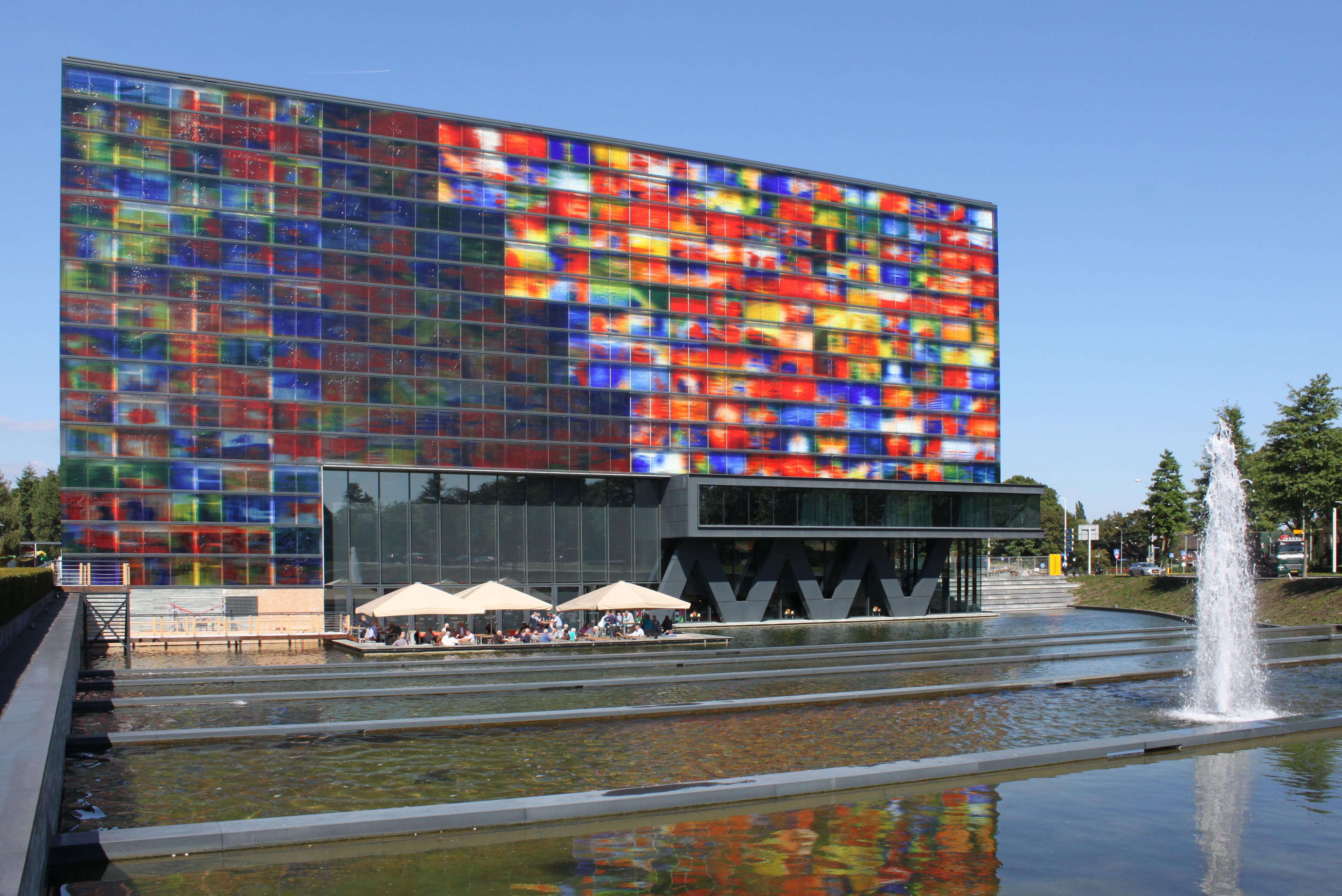
Zicht op de tuin en het terras, gezien vanaf de zuidzijde van het gebouw.

De tuin aan de zuidzijde van het gebouw is eveneens een ontwerp van Neutelings Riedijk Architecten. De verdere uitwerking van het ontwerp en de aanleg is verzorgd door Donker Groen (Sneek). De tuin is in feite een daktuin, daar deze zich op de parkeergarage van Beeld & Geluid bevindt. In het oog springt de vijverpartij. De vijver daalt in zes etappes als een cascade met verlichte watervallen af naar de zuidgevel. De eerste etappe bevat drie fonteinen. Hoewel de vijver een puur esthetische functie lijkt te hebben, dient het water primair als blusvoorziening voor de archieven van het gebouw.
De op een na oudste televisie reportagewagen van Nederland staat in een glazen vitrine in de tuin. Het is een Commer C-510 uit 1959. Commer was een Brits vrachtwagenmerk. Inclusief apparatuur kostte deze wagen destijds 500.000 gulden. Tot 1972 deed 'Reportagewagen nr. 9' dienst voor de Nederlandse Televisie Stichting. Daarna werd hij opgenomen in de collectie van het Nederlands Omroepmuseum. De wagen bood met zijn afmetingen (10 m × 2,35 m × 3,5 m) ruimte voor alle benodigde apparatuur en alle medewerkers regie en beeldtechniek. Bovendien kon de cabine op locatie als commentaarcel gebruikt worden. Zo kon de Commer worden ingezet voor speciale live registraties van programma's op locatie. Alle beelden stroomden direct vanuit de reportagewagen de Nederlandse huiskamers binnen.

### Prijzen
Het gebouw werd op 6 december 2005 geopend door koningin Beatrix. In 2007 heeft het de Nederlandse Betonprijs en in 2008 de Gouden Piramide gewonnen. In 2010 is het gebouw van Beeld & Geluid verkozen tot Gebouw van de Jaren Nul. De totale bouw- en inrichtingskosten besloegen EUR 60 miljoen. Gebruikers van het Mediapark en inwoners van Hilversum hebben het gebouw in 2006 als bijnaam De snoepdoos gegeven. Uit een verkiezing van het regionale dagblad de Gooi- en Eemlander kwam de term De glasbak tevoorschijn.

## Wetenschappelijk onderzoek en onderwijs
Beeld & Geluid heeft ter bevordering van wetenschappelijk onderzoek en onderwijs twee leerstoelen op het onderzoeksgebied Mediageschiedenis (Media History) ingesteld:
- Sinds oktober 2008 de Erik de Vries-Leerstoel op het gebied van 'De geschiedenis van de Nederlandse radio en televisie' aan de Universiteit van Amsterdam. Professor Huub Wijfjes, mediahistoricus en journalist, bekleedt deze (sinds september 2009). De leerstoel is mede ingesteld door de Stichting Erik en Hans, vernoemd naar de televisiepionier en regisseur Erik de Vries en zijn echtgenote, de choreografe Hans Snoek, oprichtster van het Scapino Ballet;
- En, sinds december 2009, de Beeld & Geluid-Leerstoel op het gebied van 'Audiovisuele communicatie in opdracht' aan de Vrije Universiteit in Amsterdam. Prof. dr. Bert Hogenkamp, mediahistoricus, bekleedt deze (sinds de instelling).

## Organisatie
Het Nederlands Instituut voor Beeld & Geluid is een stichting en volgt het Raad van Toezichtmodel. Het bestuur van de stichting is opgedragen aan de algemeen directeur, thans Eppo van Nispen tot Sevenaer. De stichting kent een Raad van Toezicht die het beleid op hoofdlijnen controleert. De voorzitter van de Raad van Toezicht wordt benoemd door de minister van Onderwijs, Cultuur en Wetenschap (OCW). De NPO benoemt drie leden. Daarnaast benoemt de Raad zelf drie leden met de profielen Erfgoed, Creatieve Industrie en Wetenschappelijk Onderzoek.
Beeld & Geluid leidt het netwerk van Nederlandse audiovisuele archieven AVA Net, en is verder onder andere lid van de Vereniging Geschiedenis, Beeld & Geluid (GBG), de European Broadcasting Union (EBU), de FIAT/IFTA (International Federation of Television Archives), de IASA (International Association of Sound and Audiovisual Archives), de AMIA (Association of Moving Image Archivists) en de UNESCO (Parijs), in het kader waarvan het instituut deelneemt aan landelijke, Europese en wereldconferenties over conservering en ontsluiting van (digitaal) audiovisueel erfgoed.
Aangaande de financiën is een gedeelte van het gewone jaarbudget van Beeld & Geluid afkomstig van eigen inkomsten (onder meer door gebruik, verkoop en levering van audiovisueel materiaal en betalingen voor auteursrechten). Het overgrote deel is afkomstig van bekostiging uit de Rijksmediabegroting. Daarnaast wordt het instituut door diverse Nederlandse fondsen en de VriendenLoterij gesteund.

## Wetenswaardigheden
Sinds 2007 reikt Beeld & Geluid de vakprijs Beeld & Geluid Award uit.
De Gids voor Historisch Beeld- en Geluidsmateriaal (1999) biedt een wegwijzer naar fysieke bewaarplaatsen van audiovisueel materiaal in Nederland. Deze gids is samengesteld door José Kooijman en zij heeft het onderzoek ervoor in samenwerking met het project Nationale Inventarisatie Audiovisuele Collecties gedaan.
De Nederlandse documentaire Farewell (2009) is een film waarvan het beeld compleet uit archiefmateriaal samengesteld werd. Alleen op de soundtrack is overwegend 'nieuw' geluid te horen. De film vertelt het verhaal van de reis rond de wereld die het luchtschip Graf Zeppelin in 1929 maakte, een reis die zich afspeelde vlak voor de beurskrach van oktober 1929 en tegen de achtergrond van het opkomende nationaalsocialisme, het communisme in de Sovjet-Unie en de militarisering van Japan. Persoonlijk drama en geschiedenis zijn in de film verweven. Farewell werd geregisseerd door Ditteke Mensink en geproduceerd door Pieter van Huystee Film. Beeldresearcher was Gerard Nijssen. Van hem was ook het idee afkomstig om een film te maken over de wereldreis van de zeppelin. Nijssen vond het beeldmateriaal in Nederlandse, Duitse en Amerikaanse audiovisuele archieven.

### NPO Radio 2 Top 2000

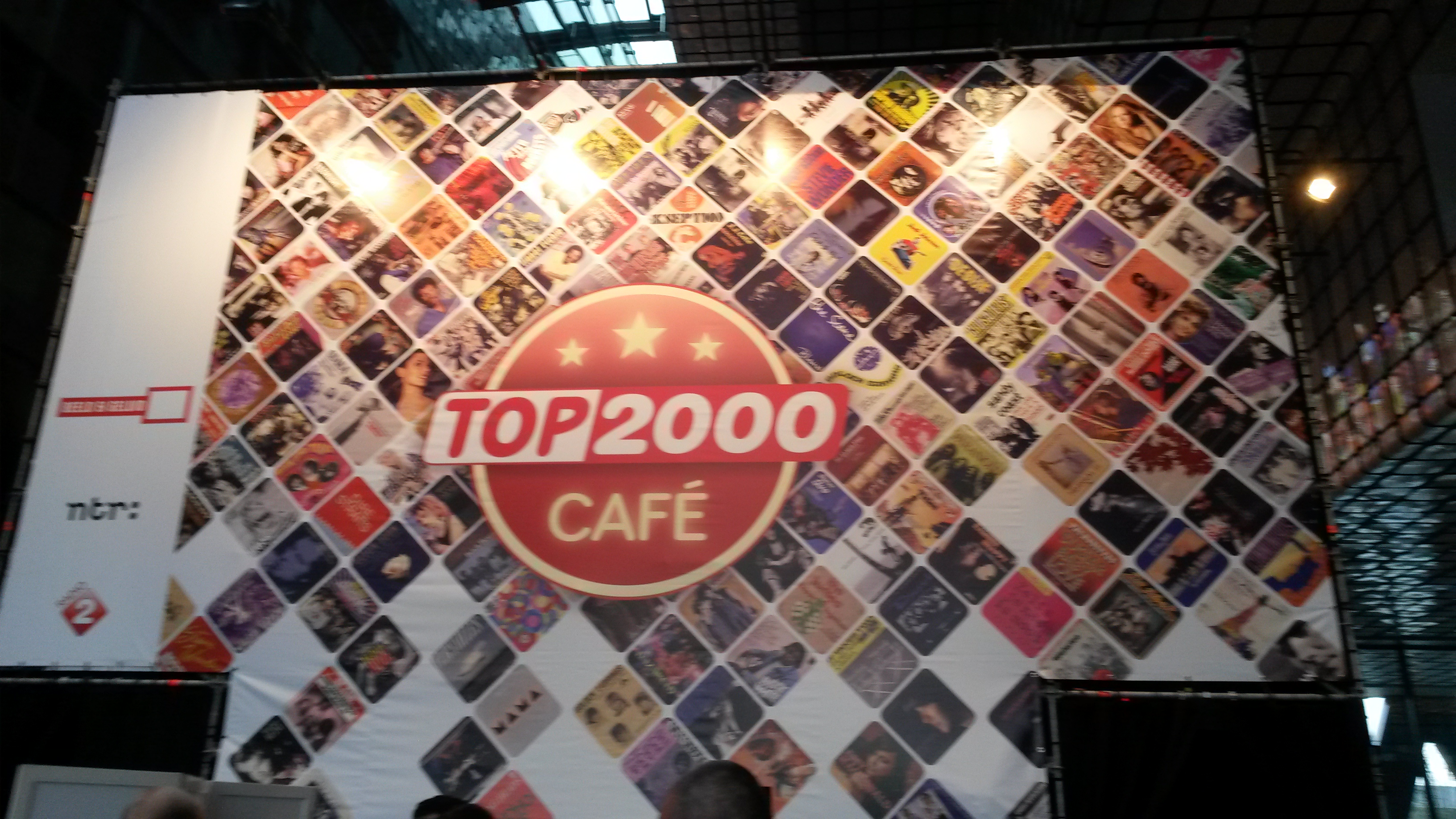
Het Top 2000-café wordt jaarlijks boven de 'canyon' in het Beeld & Geluid gebouw opgebouwd.

Sinds december 2010 wordt de jaarlijkse NPO Radio 2 Top 2000 van de publieke radiozender NPO Radio 2 uitgezonden vanuit Beeld & Geluid. Hiervoor wordt eind november, begin december jaarlijks een Top 2000-café opgebouwd in de hal. Bezoekers kunnen hier in de laatste week van het jaar een kijkje nemen achter de schermen van deze jaarlijkse marathon-radio-uitzending die begint op eerste kerstdag om 00:00 uur en eindigt op oudejaarsavond om 00:00 uur.

### Giro 555
Tijdens Nationale Acties van de Samenwerkende Hulporganisaties, waarbij Giro 555 wordt geopend, vindt in Beeld & Geluid de Landelijke Actiedag plaats. Tijdens deze dag is hier een actiecentrum waar BN'ers zich inzetten om geld op te halen voor de ramp waarvoor het gironummer wordt ingezet. Ook zit hier dan een belpanel dat telefoontjes afhandelt, waarin mensen geld doneren voor de ramp. NPO 1, RTL 4 en SBS6 en ook alle Nederlandse radiozenders zenden op deze dag gezamenlijk uit vanuit dit actiecentrum, waarbij op de radiozenders verzoeknummers kunnen worden aangevraagd in ruil voor een donatie. Op deze manier proberen ze dan zoveel mogelijk geld op te halen voor de ramp in kwestie. Aan het eind van de dag wordt hier dan ook de eindstand van de Landelijke Actiedag bekendgemaakt.